# Ivan Rukavina

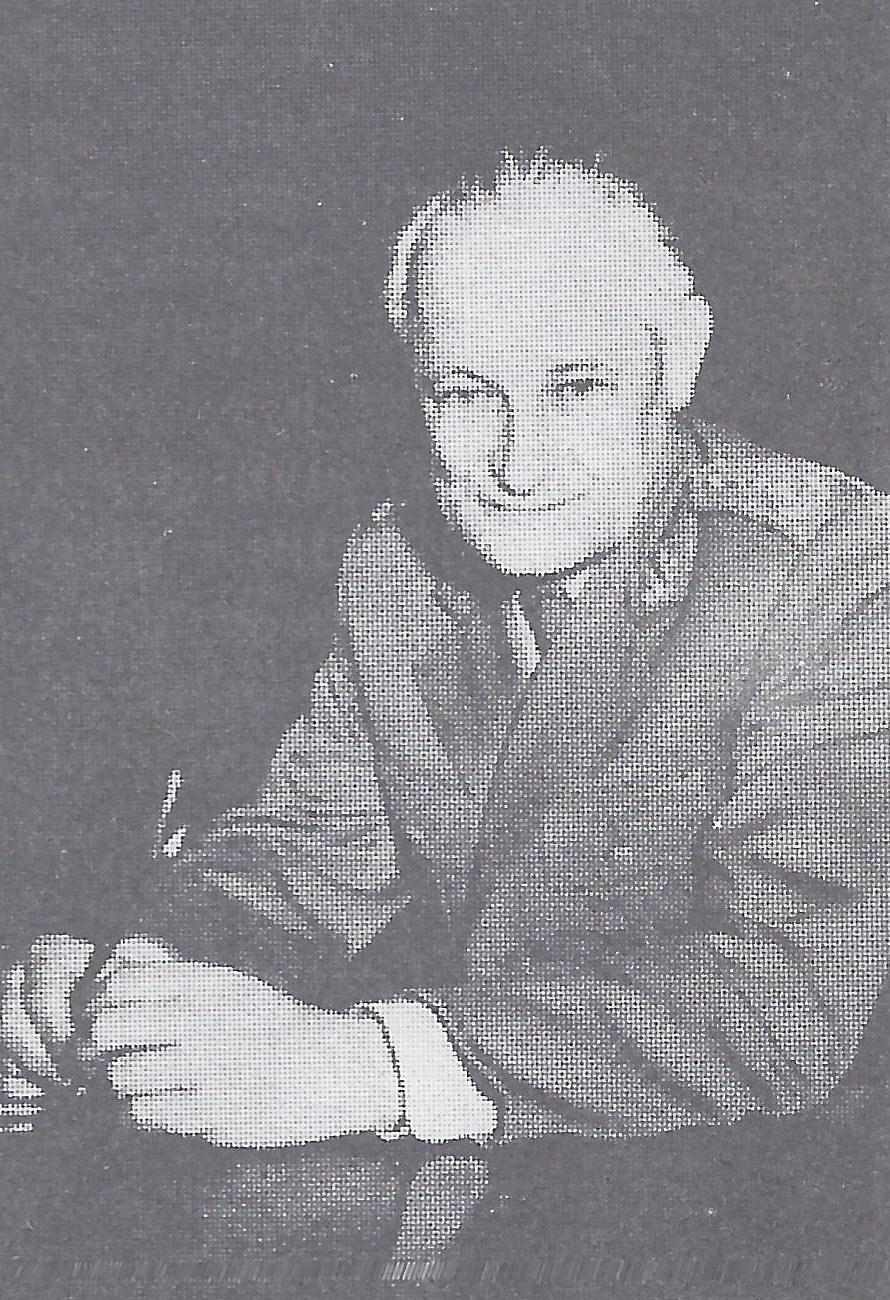
Ivan Rukavina

Ivan Rukavina (* 26. Januar 1912 in Otočac, Lika, Kroatien-Slawonien; † 18. August 1992 in Zagreb) war ein kroatischer und jugoslawischer Politiker und Offizier, der während des Zweiten Weltkrieges Generaloberst der Volksbefreiungsarmee Jugoslawiens war.

## Leben
Rukavina studierte in Zagreb Medizin und war seit 1935 Mitglied der illegalen KP Jugoslawiens.
Ab Dezember 1936 bis zum Fall Kataloniens kämpfte er im Spanischen Bürgerkrieg im Rang eines Majors an der Seite der Republikaner.
Während des Zweiten Weltkrieges war er ab 1941 Mitglied des Militärkomitees der KP Kroatiens, Kommandant des Generalstabs Kroatiens, im Jahre 1943 Kommandant des 4. Korpus der Volksbefreiungsarmee Jugoslawiens, Kommandant der Militärverwaltung der Vojvodina und schließlich jugoslawischer Militärattaché in Paris.
Nach dem Krieg war er im jugoslawischen Verteidigungsministerium und im Generalstab der Jugoslawischen Volksarmee tätig. Er war Leiter der Höheren Militärakademie, Stellvertreter des Verteidigungsministers und Kommandant des Militärbezirks Zagreb.
Auf dem VI. und VII. Kongress des BdKJ wurde er zum Mitglied des Zentralkomitees gewählt.
Nach dem Ende des Kroatischen Frühlings wurde er zwangspensioniert und von allen öffentlichen Ämtern ausgeschlossen.
Rukavina war einer der Urheber des Konzeptes der „općenarodna obrana“ („allgemeinen Volksverteidigung“), durch das die militärischen Funktionen der Republiken gestärkt wurden.
1990 nahm er an der Gründung der Hrvatska narodna stranka teil. Nach dem Ausbruch des Kroatienkriegs war er Berater für Verteidigung der Kroatischen Volkspartei.
Rukavina war seit 1951 Träger der Auszeichnung Narodni heroj Jugoslavije (Volksheld Jugoslawiens).